# جورج كستياكاوسكي
كان جورج بوكدانوفتيش كستياكاوسكي (بالأوكرانية: Георгій Богданович Кістяківський)‏ (18 نوفمبر 1900 – 7 ديسمبر 1982) الأمريكي-أوكراني الأصل، بروفيسورًا في الكيمياء الفيزيائية في جامعة هارفارد وأحد المشاركين في مشروع مانهاتن وخدم لاحقًا بوصفه المستشار العلمي للرئيس الأمريكي دوايت أيزنهاور.
وُلِد كستياكاوسكي في كييف في الإمبراطورية الروسية القديمة لعائلة أوكرانية قوزاقية عريقة كانت تُعد من النخبة الثقافية في روسيا قبل الثورة. هرب كستياكاوسكي من موطنه خلال الحرب الأهلية الروسية متجهًا إلى ألمانيا حيث حصل على شهادة الدكتوراه في الكيمياء الفيزيائية من جامعة برلين، تحت إشراف العالِم ماكس بودنشتاين. هاجر إلى الولايات المتحدة عام 1926، إذ انضم إلى الكادر التدريسي لجامعة هارفارد عام 1930 وأصبح مواطنًا أمريكيًا عام 1933.
خلال الحرب العالمية الثانية، ترأَّس كستياكاوسكي القسم المسؤول عن تطوير المتفجرات في هيئة الدفاع الوطني للبحوث الأمريكية ((NDRC وأصبح المدير التقني لمختبر بحوث المتفجرات (ERL) حيث أشرف على تطوير متفجرات جديدة منها RDX وHMX.
اشترك في بحوث نظرية الميكانيكا المائية للانفجارات وتطوير الحشوات المُشكّلة. جُلب مستشارًا في مشروع مانهاتن في أكتوبر 1943. أصبح بعدها مسؤولًا عن القسم X وهو القسم المسؤول عن تطوير العدسات التفجيرية التي تُعد ضروريةً لسلاح نووي من النوع المتفجر. في يوليو 1945، شاهد أوّل انفجار نووي في اختبار ترينيتي، وبعد بضعة أسابيع أُسقط سلاح آخر من النوع المتفجر «قنبلة الرجل البدين» على ناغاساكي اليابانية.
في الفترة 1962 - 1965، أصبح كستياكاوسكي رئيس هيئة العلوم، الهندسة، والسياسة العامة لأكاديمية العلوم الوطنية، وأصبح نائب رئيس الأكاديمية 1965 - 1973. قطع علاقاته مع الحكومة احتجاجًا على الحرب في فيتنام وأصبح فاعلاً في منظمة مناهِضة للحروب، وهي «مجلس من أجل عالم صالح للعيش» إذ أصبح رئيسها عام 1977.

## النشأة
وُلِد جورج بوكدانوفيش كستيانكاوسكي في كييف في الإمبراطورية الروسية -أوكرانيا حاليًا- يوم 18 نوفمبر 1900. كان جد جورج، أليكساندر فيدوروفيتش كستياكاوسكي، بروفيسورًا في القانون ومُحلّفًا قضائيًا في الإمبراطورية الروسية إذ كان مختصًا في القانون الجنائي. والده، بوكدان كستياكاوسكي، كان بروفيسورًا في الفلسفة القانونية في جامعة كييف ورُشِّح عضوًا في الأكاديمية الوطنية الأوكرانية للعلوم عام 1919. عم جورج، إيهور كستياكاوسكي، كان وزير الداخلية للولاية الأوكرانية.
درس كستياكاوسكي في مدارس أهلية في كييف وموسكو إلى أن قامت الثورة الروسية عام 1917، انضم بعدها إلى الجيش الأبيض المناهِض للشيوعية.
سنة 1920، هرب من روسيا بسفينة فرنسية مُستولى عليها. بعد قضاء بعض الوقت في تركيا ويوغسلافيا، ذهب إلى ألمانيا حيث بدأ الدراسة في جامعة برلين لاحقًا ذلك العام. حصل على شهادة الدكتوراه في الفيزياء الكيميائية تحت إشراف ماكس بودنشتاين حيث كتب أُطروحته حول التحلل الكيميائي الضوئي لأول أكسيد الكلور والأوزون. أصبح بعدها المساعد المتخرّج لبودنشتاين. أول ورقتين بحثيتين نشرهما كانتا توضيحًا لأطروحته، وكان بودنشتاين شريكًا في كتابتهما.
سنة 1926، سافر كستياكاوسكي إلى الولايات المتحدة زميلًا لهيئة التعليم العالمي. هيو ستوت تايلور، طالب آخر لبودنشتاين، أُعجِب بتقييم بودنشتاين لكستياكاوسكي ومنحه مكانًا في جامعة برينستون. في أكتوبر 1928، أصبح بروفيسورًا مشاركًا في جامعة برينستون. نشر تايلور وكستياكاوسكي سلسلةً من الأوراق البحثية معًا. وبعد أن شَجّعه تايلور، نشر كستياكاوسكي أيضًا دراسة للمجتمع الأمريكي للكيمياء حول العمليات الكيموضوئية.
سنة 1930، انضم كستياكاوسكي للهيئة التدريسية لجامعة هارفارد واستمر هذا عبر مسيرته المهنية. كانت البحوث التي تُهمه هي الديناميكا الحرارية، والتحليل الطيفي، والكيمياء الحركية. أصبح -تدريجيًا- مساهمًا بدرجة أكبر بوصفه مستشارًا للحكومة والصناعة. أصبح بروفيسورًا مشاركًا مجددًا، لكن هذه المرة في جامعة هارفارد عام 1933، وفي نفس العام أصبح -رسميًا- مواطنًا أمريكيًا.

## الحرب العالمية الثانية

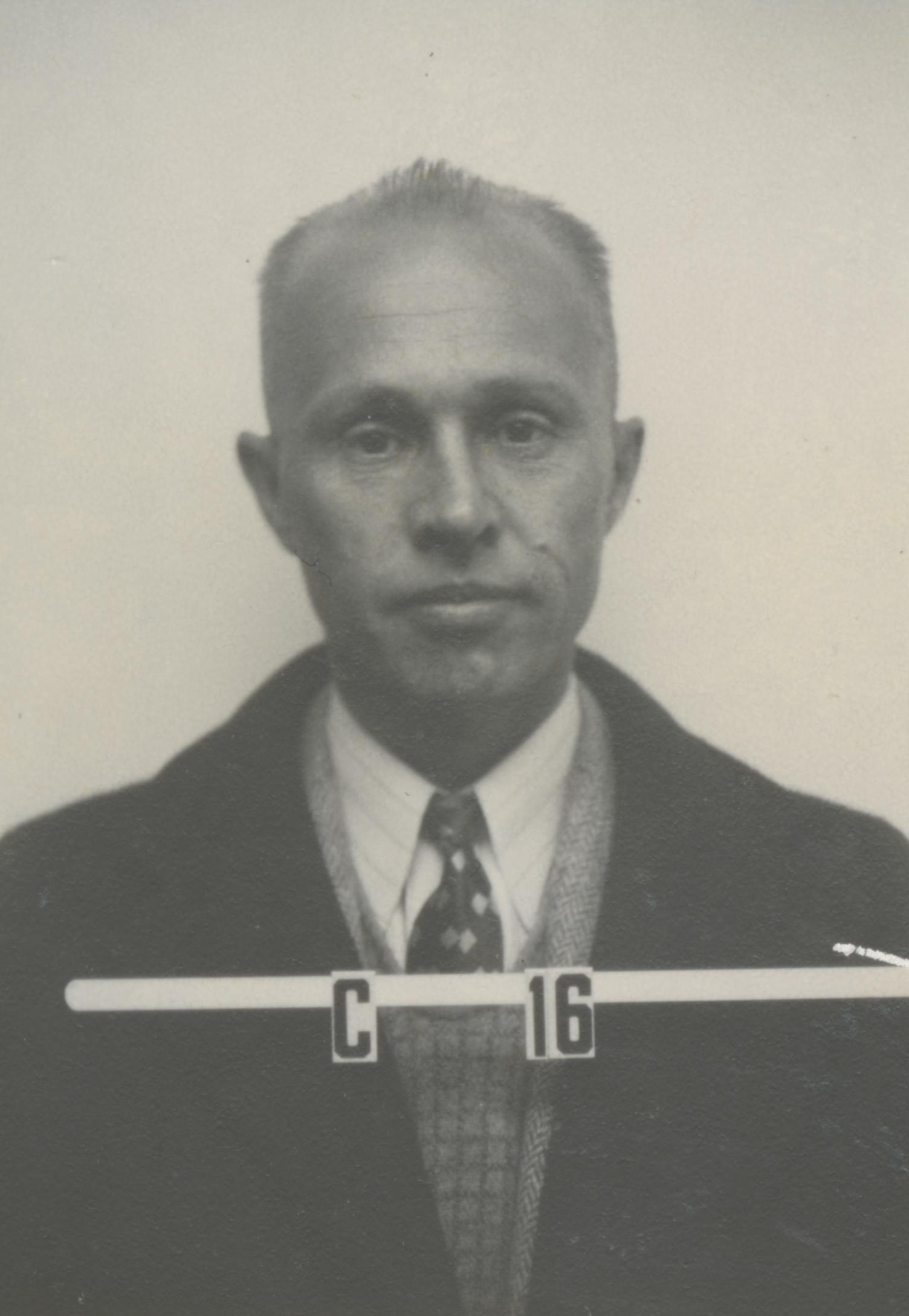
جورج كستياكاوسكي شارة لوس ألاموس

### هيئة الدفاع الوطني للبحوث
متوقعًا الدور الموسع للعلماء في الحرب العالمية الثانية، التي لم تكن الولايات المتحدة قد انضمت إليها بعد، كوّن الرئيس فرانكلين روزفلت هيئة الدفاع الوطني للبحوثNDRC، في يونيو 1940، بإدارة فانفر بوش. عُيّن جيمس كونانت، رئيس جامعة هارفارد، رئيسًا للقسم B الذي كان مسؤولًا عن المتفجرات والوقود والغازات والكيمياويات. وعيّن كستياكاوسكي رئيسًا للقسم A-1 المسؤول عن المتفجرات. في يونيو 1941، ضُمت الهيئة إلى مكتب البحوث العلمية والتطوير OSRD. أصبح بوش رئيسًا لمكتب البحوث وحل محلّهُ كونانت رئيسًا للهيئة، وأصبح كستياكاوسكي مسؤولًا عن القسم B. مع إعادة التنظيم في ديسمبر 1942، فُكك القسم B وترأس كستياكاوسكي القسم 8 المسؤول عن المتفجرات ووقود دفع الصواريخ وبقي في المنصب حتى فبراير 1944.
لم يكن كستياكاوسكي راضيًا على المعرفة الأمريكية حول المتفجرات ووقود الدفع. أسّس كونانت مختبر بحوث المتفجرات ERL قرب مختبرات مكتب المناجم في بروستن، بنسلفانيا، أكتوبر 1940. كان كستياكاوسكي مشرفًا على المختبر في البداية لكن كونانت لم يعيّنه مديرًا تقنيًا حتى ربيع 1941. مع أن المختبر كان يعاني قلّة المنشآت، نما من كادر عدده 5 أعضاء عام 1941 إلى 162 شخصًا بدوام كامل في المختبر في ذروة الحرب عام 1945. كان أحد أهم بحوثهم هي متفجرات RDX القوية التي طورها البريطانيون قبل الحرب. كان التحدي هو تطوير عملية صناعية قادرة على إنتاجها على مستوى ضخم. مُزِجت مادة RDX مع TNT لإنتاج التركيب B الذي استُخدم على نطاق واسع في أنواع مختلفة من الذخيرة، أُنتِج أيضًا مركب التوربكس Torpex الذي استُخدم في الطوربيدات والأسلحة المضادة للغواصات، بدأ الإنتاج التجريبي في مايو 1942 ثم الإنتاج واسع النطاق عام 1943.
استجابةً لطلب خاص من الجماعات المسلحة الصينية من أجل متفجرات يمكن تهريبها عبر نقاط التفتيش اليابانية، مزج كستياكاوسكي الطحين بمركب HMX، وهي متفجرات غير سامة تتكون ناتجًا ثانويًا في عملية تكوين RDX، لتكوين «العمة جمايما»، مركب اسماه باسم علامة تجارية لطحين الكعك المحلى. إذ كانت هذه متفجرات قابلة للأكل.

### مشروع مانهاتن
في مختبر لوس ألاموس التابع لمشروع مانهاتن، بدأت البحوث حول الانفجار الداخلي تحت إشراف سيث نيدرمير، عمل قسمه على الأنابيب الأُسطوانية والحشوات الصغيرة وأنتجوا أشياءً تشبه الصخور. مُنح بحثهم أولوية منخفضة بسبب توقع أن تصميم سلاح نووي من النوع المدفعي يعمل بالبلوتونيوم واليورانيوم وتكنولوجيا الانفجار الداخلي لن يكون مطلوبًا.
في سبتمبر 1943، رتّب روبرت أوبنهايمر مدير مختبر لوس ألاموس لزيارة فون نيومان لبحث فكرة الانفجار الداخلي بحثًا جديدًا. بعد مراجعة دراسات نيدرمير ومناقشة إدوارد تلر اقترح فون نيومان استخدام متفجرات قوية في الحشوات المُشكّلة لتفجير كرة داخليًا، إذ أظهر أن هذا سيؤدي إلى تجميع أسرع للمواد المنشطرة مقارنةً بطريقة المدفع، ويؤدي أيضًا غلى تقليل كبير في كمية المواد المطلوبة. أُعجِب أوبنهايمر وتلر وهانز بيث بفكرة سلاح نووي أكثر كفاءة، لكن قرروا أنّهم بحاجة إلى خبير في المتفجرات، ذُكر عندها اسم كستياكاوسكي وجُلب إلى المشروع مستشارًا في أكتوبر 1943.
كان كستياكاوسكي مترددًا في القدوم في بداية الأمر إذ أوضح لاحقًا: «لم أظن أن القنبلة ستكون جاهزة في الموعد وكنتُ مهتمًا بالمساعدة في الانتصار في الحرب». في لوس ألاموس، بدأ بإعادة تنظيم جهود الانفجار الداخلي وقدم تقنيات مثل التصوير والأشعة السينية لدراسة حركة الحشوات المشكّلة، إذ استُخدِم التصوير على نطاق واسع في مختبر بحوث المتفجرات، وشرح الأشعة في أوراق بحثية «تاك» الذي اقترح أيضًا استخدام عدسات تفجيرية ثلاثية الأبعاد.
جلب كستياكاوسكي معه إلى لوس ألاموس معرفة مفصلة تتضمن دراسته حول الحشوات المشكلة، حول المتفجرات مثل التركيب B، وحول الإجراءات المستخدمة في مختبر البحوث ERL في عام 1942 و1943. استُخدم المختبر في جهود الانفجار الداخلي، إذ أصبح نائب مدير المختبر دانكن ماكدوكال مسؤولًا عن المشروع Q التابع لمشروع مانهاتن. تولى كستياكاوسكي منصب نيدرمير رئيسًا للقسم E (اختصارًا لكلمة Explosives) في فبراير 1944.
أصبح لمشروع الانفجار الداخلي أهمية أكبر بعد أن أكدت مجموعة إيميليو سيغري في لوس ألاموس أن البلوتونيوم المنتج في المفاعلات النووية هو نوع 240، ما يجعله غير ملائم لسلاح نووي مدفعي. استنتجت سلسلة من المقابلات الطارئة في يوليو 1944 أن الطريقة الناجحة لتسليح البلوتونيوم هي الانفجار الداخلي. أعاد أوبنهايمر تنظيم المختبر بأكمله في أغسطس لتركيز الجهود عليه. وخلقت مجموعة جديدة مختصة بالمتفجرات باسم القسم X تحت إدارة كستياكاوسكي لتطوير العدسات.
تحت قيادة كستياكاوسكي، صمم القسم X العدسات التفجيرية المعقدة الضرورية لضغط قلب البلوتونيوم المنشطر، إذ استخدم نوعين من المتفجرات بسرعات انفجار مختلفة لإنتاج الشكل الموجي المطلوب. اختار كستياكاوسكي مادة الباراتول للمتفجرات البطيئة، وبعد تجربة متفجرات سريعة متعددة، اختار القسم X التركيب B للمتفجرات السريعة. استمر العمل لتشكيل المتفجرات إلى الشكل الصحيح حتى 1945. كان يجب أن تكون العدسات مثالية ووجب تطوير تقنيات لتشكيل البارات والتركيب B. استطاع مختبر البحوث ERL تحقيق هذا بابتكار إجراء لتحضير الباراتول بهيئة تجعله سهل التشكيل. بتاريخ 16 يوليو 1945، شاهد كستياكاوسكي تفجير أول جهاز في اختبار ترينيتي. بعد بضعة اسابيع أسقطت قنبلة الرجل البدين وهي سلاح نووي من النوع المتفجر على مدينة ناغاساكي.